# Yuxarı Əbdürrəhmanlı
Yuxarı Əbdürrəhmanlı (eingedeutscht Juchari Abdurrahmanli) ist ein Dorf im Rayon Füzuli von Aserbaidschan.

## Geographische Lage und Geschichte
Das Dorf liegt am Fluss Tscharakan (aserbaidschanisch Çərəkənçay), dem linken Nebenfluss von Arax zwischen der Stadt Füzuli und der benachbarten Ortschaft Aşağı Əbdürrəhmanlı (Aschagi Abdurrahmanli) auf einer Höhe von 321 Metern.
Während der Herrschaft des Zarenreiches und der Sowjetunion bestand die Bevölkerung von Yuxarı Əbdürrəhmanlı ausschließlich aus Aserbaidschanern. Im Ersten Bergkarabachkrieg (1992–1994) wurde das Dorf im Zuge der Sommeroffensive der armenischen Truppen im August 1993 besetzt und seine Bewohner vertrieben. Seither wurde es von der Republik Arzach als Teil der Provinz Hadrut verwaltet.
Das Dorf befand sich unweit der ehemaligen „Kontaktlinie“. Am 27. September 2020, dem ersten Tag des Zweiten Bergkarabachkrieges kam Yuxarı Əbdürrəhmanlı nach 27 Jahren wieder unter die Kontrolle Aserbaidschans. Von der Ortschaft sind heutzutage nur Ruinen übriggeblieben.